# Voima Verlag
Der Voima Verlag (Eigenschreibweise VOIMA) ist ein Schweizer Buchverlag mit Sitz in Horgen bei Zürich. Gegründet wurde er 2023 als Sparte der Voima GmbH Kommunikationsagentur von Verlegerin Liliane Ritzi.

## Verlagsprogramm
Das Verlagsprogramm umfasst Sachbücher und Belletristik.

## Autoren
Frank Urbaniok ist ein deutsch-schweizerischer forensischer Psychiater. Er war in den Jahren 1997 bis 2018 Chefarzt des Psychiatrisch-Psychologischen Dienstes des Kantons Zürich.
Janita-Marja Juvonen ist eine Sozialaktivistin und beschäftigt sich mit dem Thema Obdachlosigkeit.
Rolf Jeger arbeitet als Werber und Beratungsgruppenleiter bei der Digitalagentur Voima gmbh.
Dumeng Girell di Giovanoel ist ein Philosoph, Religionswissenschaftler und Offizier. Er arbeitete beim Verein #Netzcourage.